# Festival di Cannes 1980
La 33ª edizione del Festival di Cannes si è svolta a Cannes dal 9 al 23 maggio 1980.
La giuria presieduta dall'attore statunitense Kirk Douglas ha assegnato la Palma d'oro per il miglior film ex aequo a All That Jazz - Lo spettacolo continua di Bob Fosse e Kagemusha - L'ombra del guerriero di Akira Kurosawa.
Stalker di Andrej Tarkovskij è stato presentato come film a sorpresa, per aggirare l'opposizione delle autorità sovietiche.

## Selezione ufficiale

### Concorso
- Oltre il giardino (Being There), regia di Hal Ashby (USA)
- Salto nel vuoto, regia di Marco Bellocchio (Italia/Francia)
- Esecuzione di un eroe ('Breaker' Morant), regia di Bruce Beresford (Australia)
- Jaguar, regia di Lino Brocka (Filippine)
- Fantastica, regia di Gilles Carle (Francia/Canada)
- Dedicatoria, regia di Jaime Chávarri (Spagna/Francia)
- Bye Bye Brasil, regia di Carlos Diegues (Francia/Brasile/Argentina)
- All That Jazz - Lo spettacolo continua (All That Jazz), regia di Bob Fosse (USA)
- Il grande uno rosso (The Big Red One), regia di Samuel Fuller (USA)
- Si salvi chi può (la vita) (Sauve qui peut (la vie)), regia di Jean-Luc Godard (Francia/Austria/Germania/Svizzera)
- I cavalieri dalle lunghe ombre (The Long Riders), regia di Walter Hill (USA)
- Snack bar blues, regia di Dennis Hopper (Canada)
- Kagemusha - L'ombra del guerriero (Kagemusha), regia di Akira Kurosawa (Giappone)
- Les héritières - Due donne un erede (Örökség), regia di Márta Mészáros (Francia/Ungheria)
- Poseban tretman, regia di Goran Paskaljevic (Jugoslavia)
- Loulou, regia di Maurice Pialat (Francia)
- Le chaînon manquant, regia di Picha (Francia/Belgio)
- Mio zio d'America (Mon oncle d'Amérique), regia di Alain Resnais (Francia)
- La terrazza, regia di Ettore Scola (Italia/Francia)
- Ek Din Pratidin, regia di Mrinal Sen (India)
- Kaltgestellt, regia di Bernhard Sinkel (Germania)
- Una settimana di vacanza (Une semaine de vacances), regia di Bertrand Tavernier (Francia)
- Constans, regia di Krzysztof Zanussi (Polonia)

### Fuori concorso
- Le risque de vivre, regia di Gérald Calderon (Francia)
- La città delle donne, regia di Federico Fellini (Italia/Francia)
- Supertotò, regia di Brando Giordani e Emilio Ravel (Italia)
- Breaking Glass, regia di Brian Gibson (Gran Bretagna)
- Téléphone public, regia di Jean-Marie Périer (Francia)
- Sono fotogenico, regia di Dino Risi (Italia/Francia)
- Stalker, regia di Andrej Tarkovskij (Germania dell'Est/Unione Sovietica)
- Lampi sull'acqua - Nick's Movie (Lightning Over Water), regia di Wim Wenders e Nicholas Ray (Svezia/Germania)
- Nezha nao hai, regia di Yan Ding Xian, Wang Shuchen e Xu Jingda (Cina)

### Un Certain Regard
- Tcherike-ye Tara, regia di Bahram Beyzaii (Iran)
- La femme enfant, regia di Raphaële Billetdoux (Francia/Germania)
- Kristoffers hus, regia di Lars Lennart Forsberg (Svezia)
- Dani od snova, regia di Vlatko Gilic (Jugoslavia)
- Maledetti vi amerò, regia di Marco Tullio Giordana (Italia)
- Csontváry, regia di Zoltán Huszárik (Ungheria)
- Sitting Ducks, regia di Henry Jaglom (USA)
- Causa králík, regia di Jaromil Jireš (Cecoslovacchia)
- The Gamekeeper, regia di Ken Loach (Gran Bretagna)
- Interview de Mel Brooks: Mel Brooks réecrit l'histoire, regia di Michel Parbot (Francia)
- Der Willi-Busch-Report, regia di Niklaus Schilling (Germania)
- Der Kandidat, regia di Volker Schlöndorff, Alexander Kluge, Stefan Aust e Alexander von Eschwege (Germania)
- Portrait d'un homme 'à 60% parfait': Billy Wilder, regia di Annie Tresgot (Francia)
- Cammini nella notte (Wege in der Nacht), regia di Krzysztof Zanussi (Germania)

## Settimana internazionale della critica
- Histoire d'Adrien, regia di Jean-Pierre Denis (Francia)
- Attori di provincia (Aktorzy prowincjonalni), regia di Agnieszka Holland (Polonia)
- Bildnis einer trinkerin, regia di Ulrike Ottinger (Germania)
- Immacolata e Concetta - L'altra gelosia, regia di Salvatore Piscicelli (Italia)
- Babylon, regia di Franco Rosso (Gran Bretagna/Italia)
- Best Boy, regia di Ira Wohl (USA)
- Jukyusai no chizu, regia di Mitsuo Yanagimachi (Giappone)

## Quinzaine des Réalisateurs
- Manhã Submersa, regia di Lauro António (Portogallo)
- Aziza, regia di Abdellatif Ben Ammar (Tunisia/Algeria)
- Oggetti smarriti, regia di Giuseppe Bertolucci (Italia)
- The Blood of Hussain, regia di Jamil Dehlavi (Gran Bretagna/Pakistan)
- Afternoon of War, regia di Karl Francis (Gran Bretagna)
- Prostitute, regia di Tony Garnett (Gran Bretagna)
- Carny un corpo per due uomini (Carny), regia di Robert Kaylor (USA)
- Die patriotin, regia di Alexander Kluge (Germania)
- L'homme à tout faire, regia di Micheline Lanctôt (Canada)
- Hazal, regia di Ali Özgentürk (Turchia)
- Radio On, regia di Christopher Petit (Gran Bretagna/Germania)
- Ordnung, regia di Sohrab Shahid Saless (Germania)
- Mater amatísima, regia di José Antonio Salgot (Spagna)
- Ricovero (Opname), regia di Erik van Zuylen e Marja Kok (Paesi Bassi)
- Gaijin - Os Caminhos da Liberdade, regia di Tizuka Yamasaki (Brasile)

## Giuria
- Kirk Douglas, attore (USA) - presidente
- Ken Adam, scenografo (Gran Bretagna)
- Robert Benayoun, giornalista (Francia)
- Veljko Bulajić, regista (Jugoslavia)
- Leslie Caron, attrice (Francia)
- Charles Champlin, giornalista (USA)
- André Delvaux, regista (Belgio)
- Albina du Boisrouvray, produttrice (Francia)
- Gian Luigi Rondi, giornalista (Italia)
- Michael Spencer, regista (Canada)

## Palmarès
- Palma d'oro: All That Jazz - Lo spettacolo continua (All That Jazz), regia di Bob Fosse (USA) ex aequo Kagemusha - L'ombra del guerriero (Kagemusha), regia di Akira Kurosawa (Giappone)
- Grand Prix Speciale della Giuria: Mio zio d'America (Mon oncle d'Amérique), regia di Alain Resnais (Francia)
- Premio della giuria: Constans, regia di Krzysztof Zanussi (Polonia)
- Prix d'interprétation féminine: Anouk Aimée - Salto nel vuoto, regia di Marco Bellocchio (Italia/Francia)
- Prix du second rôle féminin: Milena Dravić - Poseban tretman, regia di Goran Paskaljević (Jugoslavia) ex aequo Carla Gravina - La terrazza, regia di Ettore Scola (Italia/Francia)
- Prix d'interprétation masculine: Michel Piccoli - Salto nel vuoto, regia di Marco Bellocchio (Italia/Francia)
- Prix du second rôle masculin: Jack Thompson - Esecuzione di un eroe ('Breaker' Morant), regia di Bruce Beresford (Australia)
- Prix du scénario: Ettore Scola, Agenore Incrocci e Furio Scarpelli - La terrazza, regia di Ettore Scola (Italia/Francia)
- Grand Prix tecnico: Le risque de vivre, regia di Gérald Calderon (Francia)
- Caméra d'or: Histoire d'Adrien, regia di Jean-Pierre Denis (Francia)
- Premio FIPRESCI: Mio zio d'America (Mon oncle d'Amérique), regia di Alain Resnais (Francia)
  - Premio FIPRESCI - Menzione speciale: Gaijin - Os Caminhos da Liberdade, regia di Tizuka Yamasaki (Brasile)
- Premio della giuria ecumenica: Constans, regia di Krzysztof Zanussi (Polonia) ex aequo Stalker, regia di Andrej Tarkovskij (Germania/Unione Sovietica)